# Polynemus melanochir dulcis
Polynemus melanochir dulcis és una subespècie de peix pertanyent a la família dels polinèmids.

## Descripció
- Pot arribar a fer 13,5 cm de llargària màxima.
- Cap i cos de color negre grisenc a la part dorsal i groc blanquinós pàl·lid a la ventral.
- Musell llarg i molt punxegut.
- 7 filaments pectorals.
- El lòbul superior de l'aleta caudal és curt.
- Absència de bufeta natatòria.
- 8-9 espines i 16 radis tous a l'aleta dorsal i 3 espines i 11-12 radis tous a l'anal.[5][6][5]

## Hàbitat
És un peix d'aigua dolça, demersal i de clima tropical.

## Distribució geogràfica
Es troba a Àsia: és un endemisme del llac Tonle Sap (Cambodja).

## Observacions
És inofensiu per als humans.